# Monoculodes
Monoculodes är ett släkte av kräftdjur som beskrevs av William Stimpson 1853. Monoculodes ingår i familjen Oedicerotidae.

## Dottertaxa tillMonoculodes, i alfabetisk ordning[1][2]
- Monoculodes borealis
- Monoculodes breviops
- Monoculodes brevirostris
- Monoculodes carinatus
- Monoculodes castalskii
- Monoculodes coecus
- Monoculodes crassirostris
- Monoculodes demissus
- Monoculodes diamesus
- Monoculodes edwardsi
- Monoculodes emarginatus
- Monoculodes gibbosus
- Monoculodes glyconica
- Monoculodes glyconicus
- Monoculodes hartmanae
- Monoculodes intermedius
- Monoculodes latimanus
- Monoculodes latissimanus
- Monoculodes longirostris
- Monoculodes mertensi
- Monoculodes minutus
- Monoculodes murrius
- Monoculodes necopinus
- Monoculodes norvegicus
- Monoculodes nyei
- Monoculodes packardi
- Monoculodes pallidus
- Monoculodes perditus
- Monoculodes recandesco
- Monoculodes schneideri
- Monoculodes semenovi
- Monoculodes simplex
- Monoculodes spinipes
- Monoculodes subnudus
- Monoculodes sudor
- Monoculodes tenuirostratus
- Monoculodes tesselatus
- Monoculodes tuberculatus
- Monoculodes zernovi